# 전등사 청동수조
전등사 청동수조(傳燈寺 靑銅水槽)는 인천광역시 강화군 길상면 전등사에 있는 청동수조이다. 2002년 12월 23일 인천광역시의 유형문화재 제46호로 지정되었다.

## 개요
전등사 청동수조는 지름 112㎝, 높이 72㎝로 고려 말∼조선 초에 제작된 것으로 추정된다.
청동으로 제작된 이 수조는 바리(鉢)형태를 띠고 있고, 구연부에는 덧띠를 두르고 있으며 약간의 균열과 파손 흔적이 보이지만 모두 수리하여 양호한 상태이다. 일반적으로 사찰의 수조(水槽)는 삼국시대부터 큰 돌 내부를 파서 물을 담아 쓰기 시작하였으며 우물가에 두고 그릇 등을 씻을 때 사용하였다. 수조(水槽)는 궁궐에서는 드무라 부르는데 솥같이 생긴 그 안에 물을 채워 화재가 날 경우 바로 사용할 수 있고, 공중에 떠다니는 화마(火魔)나 불귀신이 물 속에 비친 자기 모습을 보고 벌써 동료가 와 있게 하여 다른 곳으로 가게 하기 위해서 설치한다는 설화가 있다. 현재까지 명문(銘文)이나 청동수조 제작과 관련한 기록이 보이지 않아 정확한 제작 연대를 밝힐 수 없지만 고려 말 내지 조선 초기에 제작된 것으로 추정된다.

## 같이 보기
- 전등사

## 참고 문헌
- 전등사 청동수조 - 국가유산청 국가유산포털